# Lars-Erik Tammelin
Lars-Erik Tammelin (ur. 1923 – zm. 1991) – chemik szwedzki. Pracami, które prowadził w okresie powojennym, wniósł istotny wkład do późniejszych badań nad paralityczno-drgawkowymi bojowymi środkami trującymi, które doprowadziły do otrzymania związków V.